# Астрагал козлятникоподібний
Астрага́л козлятникоподібний (Astragalus galegiformis) — вид трав'янистих рослин з родини бобових (Fabaceae).

## Опис
Багаторічна рослина заввишки 30–100 см. Листки 8–15 см; листочки 10–22 мм, еліптичні, тупі, голі зверху, знизу рідко білі просто-волохаті, 12–20 парні. Китиці 10–20 см завдовжки, пухкі, 30–40-квіткові. Приквітки 6–8 мм, лінійні. Квітки звисають на коротких квітконосах. Чашечка ≈ 5 мм, дзвонова, рідко волосата. Віночок блідо-жовтий, зазвичай 14–16 мм. Боби довгасті, 12–15 мм, стиснуті з боків, голі.
Період цвітіння: червень — серпень.

## Поширення
Поширений в Румунії, Україні, Туреччині й на Кавказі (Вірменія, Азербайджан, Грузія, Росія). Населяє осипи, схили пагорбів, придорожні береги.
В Україні вид зростає на луках — у Лісостепу (Київська обл. Миронівський р-н, с. Дударі; Одеська обл., по р. Ягорлик), рідко.